# Louis de Millas
Andreas Ludwig „Louis“ de Millas (* 9. Oktober 1808 in Stuttgart; † 3. August 1890 ebenda) war ein deutscher Architekt und Stadtbaumeister in Heilbronn.

## Familie

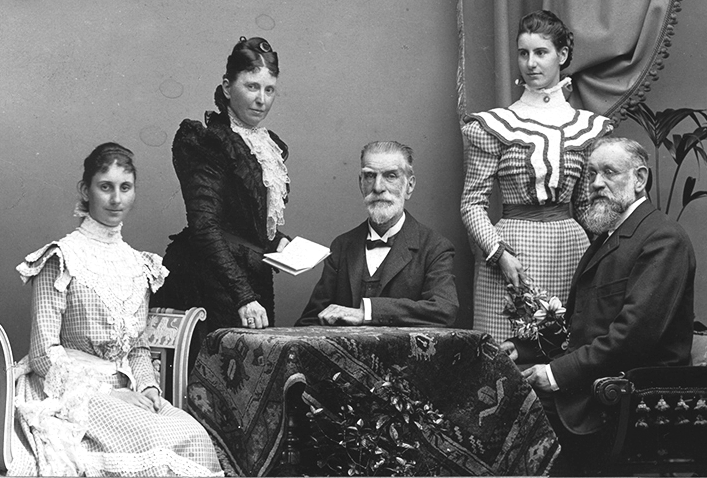
Louis de Millas (rechts) mit zwei Töchtern und Ehefrau mit Schwager Adolf Cluss

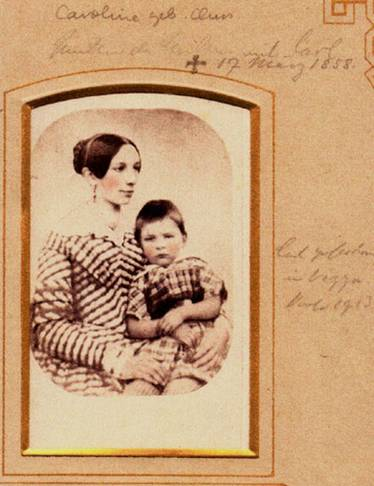
Caroline Cluss de Millas mit Sohn

Er wurde geboren als Sohn des Postwagenaufsehers Andreas de Millas (* Aldingen 21. November 1761; † Stuttgart 1. Februar 1832) und Barbara Eleonore gebürtige Burkhardt (* Ludwigsburg 22. Januar 1774; † Stuttgart 7. November 1850). Am 6. Oktober 1839 heiratete de Millas Caroline Cluss (* 12. November 1817; † 18. März 1858) aus der Heilbronner Handwerker- und Unternehmerfamilie Cluss und wurde damit Schwager des Architekten Adolf Cluss und des Brauereiunternehmers August Cluss. Aus der Ehe gingen von 1840 bis 1858 neun Kinder hervor: Carl Heinrich (* 17. März 1841), Herrmann Ludwig (Louis) (* 31. Oktober 1843), Anna Julie Caroline (* 15. November 1844), Julie Sophie de Millas (* 2. Dezember 1846), Adolf Friedrich (* 30. Januar 1848), Emil Otto (* 26. März 1854), Julie Annelie (* 26. September 1855) und Paul Wilhelm (* 13. März 1858).
Nach dem Tod seiner Frau heiratete er am 20. September 1859 in Stuttgart Marie Dünger aus Oberesslingen (* 10. Oktober 1819; † 6. Januar 1890). De Millas wurde, wie seine Eltern, auf dem Fangelsbach-Friedhof in Stuttgart begraben.

## Wirken
Er kam 1838 als Schüler des Stuttgarter Architekten Ludwig Friedrich Gaab nach Heilbronn, wo man die zwei Jahre zuvor geschaffene Stelle des Stadt- und Stiftungsbaumeisters mit ihm besetzte. Um das Wachstum der aufstrebenden Industriestadt in geordnete Bahnen zu lenken, entwarf de Millas 1839 einen Stadtbauplan, der die Anlage neuer Vorstädte vor den damaligen Stadttoren vorsah und bis zu einem zweiten Stadtbauplan Reinhard Baumeisters von 1873 die Grundlage des Städtebaus in Heilbronn bildete.
Nach Ablauf seines Sechsjahresvertrags wechselte de Millas 1844 als Straßenbauinspektor in den Staatsdienst nach Ulm. Über seinen Nachfolger in Heilbronn, Ferdinand Weihenmeier, gab es bald Beschwerden wegen unsteten Lebenswandels und Trunksucht. Nach Weihenmeiers Freitod 1847 kehrte de Millas nach Heilbronn zurück, seine Stelle wurde ihm auf Lebenszeit zugesichert. 1857 verließ er die Stadt dann endgültig, um in Stuttgart zu leben und zu arbeiten.
Außer seinen Stadtplanungsarbeiten entwarf de Millas auch Heilbronner Gebäude wie die Villa Goppelt von 1842 und die Villa Kübel von 1857 sowie zusammen mit Hermann Maute die Cotta’sche Villa von 1855 auf dem Hipfelhof in der Nähe des Heilbronner Ortsteils Frankenbach. Im Jahr 1851 stellte er die zweckentfremdete Heilbronner Nikolaikirche wieder als Kirche her, im selben Jahr entwarf er mehrere Ökonomiegebäude in der oberen Burg Neipperg, und 1856/57 erbaute er die evangelische Kirche in Züttlingen.

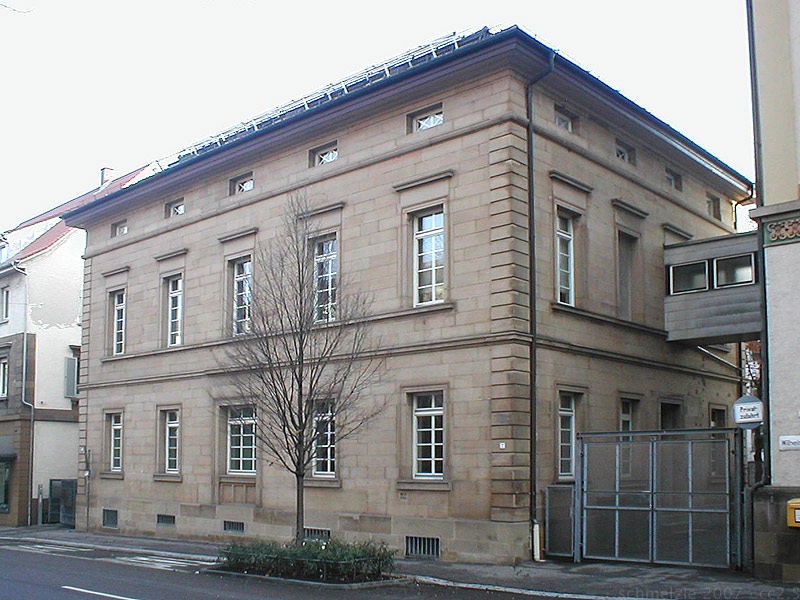
Villa Goppelt von de Millas (1842)
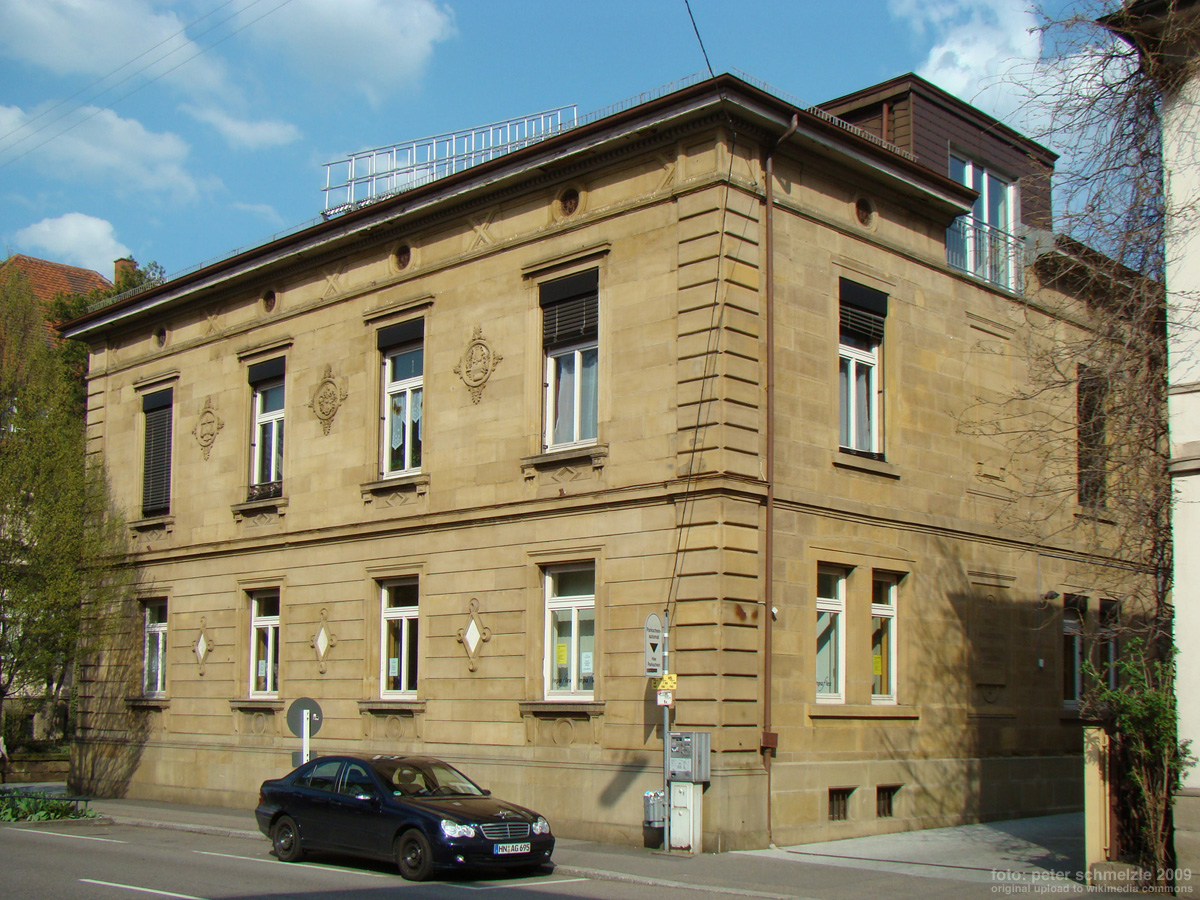
Villa Kübel von de Millas (1857)